# Regla de Konowaloff
La regla de Konowaloff afirma que en una solución de líquido en líquido, el vapor en equilibrio con el líquido es más rico en el componente más volátil. Esta es una conclusión de la ley de Raoult para soluciones ideales, que relaciona la composición de cada sustancia en fase líquida con su presión de vapor, y de la ley de las presiones parciales de John Dalton, que relaciona la presión parcial de cada gas con su composición molar en la mezcla gaseosa.
- Datos: Q4184956
- Multimedia: Konovalov law / Q4184956